# 경산압량초등학교
경산압량초등학교는 대한민국 경상북도 경산시 압량읍 신대리에 있는 공립 초등학교이다.

## 학교 연혁
- 1928년 6월 12일 설립인가
- 1929년 4월 18일 압량공립보통학교 개교
- 1938년 4월 1일 압량공립심상소학교로 개칭[1]
- 1941년 4월 1일 압량공립국민학교로 개칭[2]
- 1982년 3월 8일 병설유치원 개원
- 1996년 3월 1일 압량초등학교로 교명 변경[3]
- 2002년 11월 16일 청람관 개관 및 청출어람 70년사 발간
- 2004년 10월 29일 청람도서관 개관
- 2017년 3월 1일 교명 변경[4] 및 신축 교사로 이전[5][6](경산압량초등학교)
- 2017년 3월 1일 29학급 편성(특수 2학급 포함)
- 2022년 제32대 김장미 교장 취임
- 2022년 3월 1일 교육부지정 탄소중립 시범학교
- 2022년 12월 30일 2022년 학생 및 교직원 건강증진 분야 최우수학교(교육부장관 표창)
- 2023년 2월 9일 제92회 졸업(총 졸업생 11,571명)
- 2023년 3월 1일 55학급 편성(특수 2학급 포함)
- 2023년 3월 1일 교육부지정 탄소중립 중점학교

## 학교 상징
- 교화(校花) - 장미 : 인내(잘자람), 사랑(향기), 정열(아름다움)
- 교목(校木) - 은행나무 : 봉사하는 삶(열매), 곧은 삶(곧게 자람), 큰 인물(큰 나무)

## 참고 자료
- 경산압량초등학교 - 한국교육학술정보원 학교알리미